# Star of Poland
SV Star of Poland (pol. Gwiazda Polski) – stalowy czteromasztowy bark. 

## Historia i rejsy
Żaglowiec został zbudowany w 1901 roku jako Acme w stoczni  A. Sewall w Bath w większości ze stali, dla Standard Oil Co. z Nowego Jorku. Pływał na trasie do Jokohamy.
W 1913 armatorem zostało towarzystwo Alaska Packers Association, a w 1915 r. nadano żaglowcowi nazwę Star of Poland. 15 września 1918 roku w trakcie rejsu z USA, bark rozbił się przy sztormowej pogodzie u wschodnich wybrzeży Japonii (okolice Katsu'ura), zamierzając wejść do Zatoki Sagami.